# Dominikál
Dominikál neboli panská půda byla spravována přímo v režii šlechticů a leníků (na rozdíl od rustikálu). Práci zajišťovala robotní a námezdní pracovní síla. Tato půda až do novověku nepodléhala zdanění.